# Лягушонок (мультфильм)
«Лягушонок» — советский короткометражный кукольный мультфильм 1983 года по стихотворению словацкой поэтессы Людмилы Подъяворинской.
Первый из трёх сюжетов мультипликационного альманаха «Весёлая карусель» № 14.

## Сюжет
На болоте, в лягушачьей семье родился лягушонок. Был он очень хорошим и внешне привлекательным и все жители болота стали приходить к лягушкам в гости, чтобы подарить ему подарки и придумать для него имя.

## Съёмочная группа
| кинорежиссёр, художник-постановщик, художник-мультипликатор | Сергей Олифиренко                                 |
| кинооператор                                                | Игорь Дианов                                      |
| композитор                                                  | Нина Савичева                                     |
| xудожник                                                    | Евгения Боголюбова                                |
| монтажёр                                                    | Надежда Трещёва                                   |
| песню исполнили:                                            | Александр Воеводин, Тамара Мурина, Михаил Полищук |